# I See Fire
Singles de Ed Sheeran
Old School Love
(2013) Sing
(2014)
I See Fire est une chanson issue de la bande-son de Le Hobbit : La Désolation de Smaug, écrite, composée et interprétée par l'auteur-compositeur-interprète britannique Ed Sheeran et l'autrice-compositrice Charlie Milner. Elle passe au moment du générique de fin du film. Elle atteint la 13e place du UK Singles Chart, et la première dans les classements musicaux néo-zélandais, après six semaines.
Choisi par Peter Jackson, le réalisateur du film Le Hobbit, Sheeran regarde le film, écrit la chanson, et en enregistre la plus grande partie en une seule journée. La chanson est publiée le 5 novembre 2013 en téléchargement. Le clip est mis en ligne à la même date. Ce titre est également nommé pour un Satellite Award dans la catégorie « meilleure chanson originale ».

## Production
Début 2013, c'est grâce à sa fille Katie que Peter Jackson découvre Sheeran ; il le rencontre ensuite en Nouvelle-Zélande.
Lorsqu'il cherchait un artiste pour enregistrer le générique de fin de La Désolation de Smaug, Peter Jackson et la productrice et coautrice Fran Walsh décident de lui demander d'écrire et d'interpréter la chanson. Le Hobbit était le tout premier livre lu par Sheeran, et il était déjà fan à la fois du travail de Tolkien et de Jackson.

## Composition
Sheeran regarde le film, puis écrit la chanson dans la foulée avec Charlie Milner, et en enregistre la plus grande partie, le tout en un seul jour. Bien qu'il n'ait jamais joué de violon, il décide de jouer lui-même du violon via réenregistrement (réédition). Sheeran commente la production, expliquant : « j'ai eu la chance de pouvoir produire et jouer tous les instruments à part le violoncelle et j'ai réussi à apprendre le violon en un jour. »
Pete Cobbin, des studios Abbey Road, responsable du mixage de la musique du film La Désolation de Smaug par Howard Shore, est lui aussi dans le studio en même temps, et effectue le mixage du titre I See Fire en présence de Jackson.

## Diffusion
I See Fire est publié sur iTunes par WaterTower Music et Decca Records, le 5 novembre 2013. Il est ensuite publié sous forme d'album, Le Hobbit : La Désolation de Smaug, le 10 décembre 2013.

## Interprétations sur scène
Sheeran interprète la chanson sur scène le 7 février 2014 avec Taylor Swift, pour laquelle il est l'invité surprise, pendant sa tournée Red Tour au O2 World de Berlin, en Allemagne. Il interprète également la chanson au BBC Radio 1's Big Weekend Festival de Glasgow, en Écosse.

## Vidéoclip
Le clip du titre I See Fire est mis en ligne le 5 novembre 2013, en même temps que la publication de la chanson. Le clip montre Sheeran pendant la production de la chanson, en train de l'interpréter, ainsi que des extraits du film. Peter Jackson explique : « c'était une expérience formidable, et ce que vous verrez dans ce clip a été filmé par notre équipe qui a tourné le making-off du film. »

## Personnel
- Ed Sheeran – chanteur et choriste, guitare, violon, percussions, basse, mixage
- Nigel Collins – violoncelle
- Pete Cobbin – mixage
- Kirsty Whalley – mixage
- Miles Showell – mastering[6],[7]

## Classement hebdomadaire
| Classement (2013-2014)                       | Meilleure position |
| -------------------------------------------- | ------------------ |
| Allemagne (Media Control AG)                 | 2                  |
| Australie (ARIA)                             | 10                 |
| Autriche (Ö3 Austria Top 40)                 | 3                  |
| Belgique (Flandre Ultratop 50 Singles)       | 6                  |
| Belgique (Wallonie Ultratop 50 Singles)      | 2                  |
| Canada (Hot 100)                             | 21                 |
| Danemark (Tracklisten)                       | 3                  |
| Écosse (OCC)                                 | 12                 |
| Espagne (Promusicae)                         | 47                 |
| États-Unis (Rock Songs)[réf. nécessaire]     | 15                 |
| Finlande (Suomen virallinen lista)           | 5                  |
| France (SNEP)                                | 72                 |
| Hongrie (Rádiós Top 40)                      | 9                  |
| Islande (Tonlist)                            | 1                  |
| Irlande (IRMA)                               | 8                  |
| Luxembourg (Billboard)                       | 2                  |
| Pays-Bas (Nederlandse Top 40)                | 25                 |
| Pays-Bas (Single Top 100)                    | 13                 |
| Nouvelle-Zélande (RMNZ)                      | 1                  |
| Norvège (VG-lista)                           | 1                  |
| Philippines (Top 30 Philippines)             | 1                  |
| Pologne (ZPAV)                               | 2                  |
| Roumanie (Romanian Top 100)[réf. nécessaire] | 5                  |
| Tchéquie (IFPI Rádio)                        | 57                 |
| Slovaquie (IFPI Rádio)                       | 10                 |
| Suède (Sverigetopplistan)                    | 1                  |
| Suisse (Schweizer Hitparade)                 | 2                  |
| Royaume-Uni (UK Singles Chart)               | 13                 |